# Synagoge (Augustów)
Koordinaten: 53° 51′ 0″ N, 22° 58′ 0,1″ O

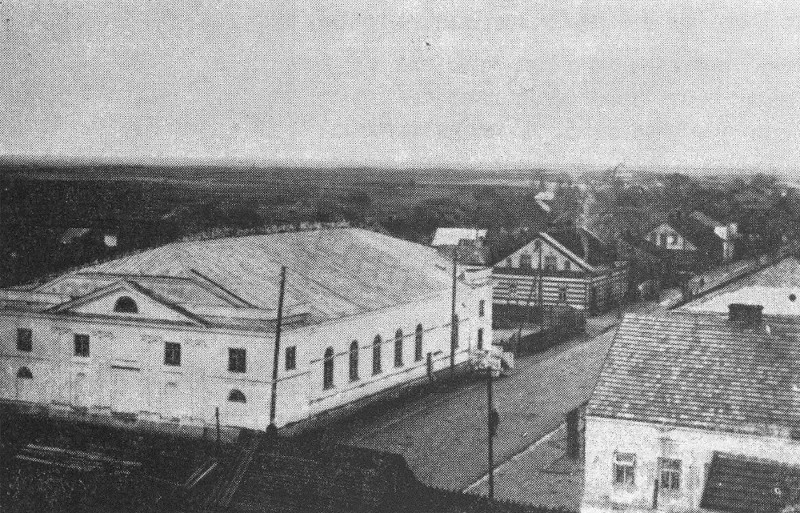
Synagoge Augustów, vor 1939 (links)

Die Synagoge in Augustów, einer Stadt in der polnischen Woiwodschaft Podlachien, wurde in den 1840er Jahren im Stil des Klassizismus errichtet und im Zweiten Weltkrieg zerstört.
Der Beschluss zum Bau des Bet ha-Knesset ha-Gadol (Große Synagoge) wurde 1839 gefasst, da die bestehenden Gebäude zu klein geworden waren. Die Fertigstellung dauerte bis 1843. Während des Zweiten Weltkrieges wurde die Synagoge zerstört, nach dem Krieg erfolgte kein Wiederaufbau. Auf den Fundamenten der Synagoge wurde in den 1950er Jahren eine Molkerei gebaut.
Die Synagoge hatte folgende Ausmaße: 63,5 m Länge, 36,5 m Breite und 10 m Höhe.